# 鳴沢村 (青森県)
鳴沢村（なるさわむら）は、かつて青森県にあった村。

## 地理
北側は日本海に面している。
- 河川：鳴沢川、湯舟川
- 山岳：高津森山、立山、二ツ森山、大館森山
- 池沼：長沼、大堤、堀切溜池、大滝沼

## 沿革
- 1889年（明治22年）4月1日 - 町村制施行により西津軽郡南浮田村、北浮田村、湯舟村、小屋敷村、建石村、出来島村が合併し、鳴沢村が発足。
- 1955年（昭和30年）
  - 3月30日 - 西津軽郡木造町、越水村、柴田村、出精村、舘岡村と村域の一部（大字出来島）が合併し、木造町を新設。
  - 3月31日 - 西津軽郡鰺ヶ沢町、赤石村、中村、舞戸村と合併し、鰺ヶ沢町を新設し消滅。